# Roger Barkley
Roger Barkley (ur. 11 września 1936, zm. 21 grudnia 1997) – amerykańska osobowość radiowa.

## Wyróżnienia
Posiada swoją gwiazdę na Hollywoodzkiej Alei Gwiazd.